# Aleksandra Odic
Aleksandra Odić (* 1982 in Derventa) ist eine deutsche Schauspielerin und Regisseurin.

## Leben
Von 2004 bis 2006 nahm Odic Schauspielunterricht am Staatstheater Karlsruhe und absolvierte 2009/10 die Camera Acting Masterclass am Monica Schubert Acting Studio in Berlin.
2008 wirkte sie in dem Spielfilm Helden aus der Nachbarschaft sowie seit 2007 in diversen Fernsehserien und Kurzfilmen mit.

## Filmografie (Auswahl)
- 2007: Post Mortem – Beweise sind unsterblich: Die Suche
- 2007: Dr. Psycho – Die Bösen, die Bullen, meine Frau und ich: Der polnische Maulwurf
- 2007: R. I. S. – Die Sprache der Toten: Der jüngste Tag
- 2008: SOKO 5113: Die Akte Göttmann
- 2010: Tatort: Der Schrei
- 2010: Nachtschicht: Das tote Mädchen
- 2011: SOKO Wien: Das schwarze Schiff
- 2012: SOKO Leipzig: Die Tote im Wald
- 2013: SOKO Kitzbühel: Sterbender Schwan
- 2015: SOKO Leipzig: Sprengstoff
- 2021: Frida, Kurzfilm (Regie)